# 塔尔诺布热格
塔尔诺布热格（波蘭語：Tarnobrzeg）是波兰的一个城镇，位于喀尔巴阡山省，人口48686。1918年—1919年，在此地成立塔尔诺布热格共和国。
50°35′N 21°41′E / 50.583°N 21.683°E